# Polynoncus gemmifer
Polynoncus gemmifer is een keversoort uit de familie beenderknagers (Trogidae). De wetenschappelijke naam van de soort is voor het eerst geldig gepubliceerd in 1846 door Blanchard in d'Orbigny.